# Bogdan Croitoru
Bogdan Croitoru, cunoscut inițial sub numele de scenă ca Daddy Fizz, iar acum ca Bob Taylor, este un cântăreț român de muzică rap, hip hop și pop, dar și un om de afaceri din domeniul imobiliarelor. El a absolvit Universitatea Tehnică de Construcții din București și a dat masterul în limba engleză.
În prezent, el este preocupat de acte caritabile și luptă, printre altele, pentru combaterea violenței în familie și pentru ajutorarea copiilor și bătrânilor bolnavi.
Pe 18 septembrie 2019, Fizz a devenit concurent in casa Puterea dragostei, emisiune difuzata de Kanal D România si prezentata de Andreea Mantea.

## Discografie
La 1 februarie 2004, Croitoru, alias Fizz, a lansat pe piața muzicală românească materialul discografic Totul sau nimic. Evenimentul a avut loc în București, la Carrefour Orhideea, foarte mulți fani fiind alături de cântăreț. Fizz a semnat peste 2000 de autografe, iar lansarea a durat peste 4 ore. Cântecul cu cel mai mare succes a fost „Taraful”.

### Totul sau nimic
| #   | Titlu                                    | Durată |
| --- | ---------------------------------------- | ------ |
| 1.  | Dacă nu Fizz atunci cine - partea I      | 3:36   |
| 2.  | Dacă nu Fizz atunci cine - partea a II-a | 3:30   |
| 3.  | Apasă pedala                             | 4:36   |
| 4.  | Ești fitzoasă (feat. DJ Star)            | 3:33   |
| 5.  | Am nevoie... (feat. DJ Star)             | 4:11   |
| 6.  | Fară tine noaptea (feat. Aida)           | 3:34   |
| 7.  | Taraful (feat. Body&Soul)                | 3:11   |
| 8.  | Prea târziu                              | 3:46   |
| 9.  | De fiecare dată                          | 3:47   |
| 10. | Cred                                     | 4:03   |
| 11. | Regii                                    |        |

### Déjà vu
În 2009, după 3 ani de lipsă din imaginea publică, Croitoru și-a declarat întoarcerea pe plan muzical cu un nou cântec, de gen house progressive, intitulat „Déjà Vu”, o colaborare cu Inna; pentru asta, el și-a însușit un alt pseudonim, Bob Taylor. Piesa, devenită un hit pe clasamentele de specialitate din România, a fost produsă de Play & Win și a costat €3.500.

## Filmografie
În anul 2005, a lansat filmul erotic „Ladies' men”, în care a avut rolul de  regizor, scenarist, producător precum și rolul principal. În rolul principal feminin a jucat Oana Ioniță — Miss Playboy 2004. Despre film Bogdan Croitoru a declarat: „Am vrut să fac un film despre viața mea. E un film cu mașini scumpe, femei frumoase și cu multă distracție”.

## Premii
La premiile Romanian Music Awards 2004 a câștigat:
- Cel mai bun artist debutant - pentru piesa „Ești fitzoasă”
- Cel mai bun site - fizz.ro.